# Eupogonius similis
Eupogonius similis es una especie de escarabajo longicornio del género Eupogonius, tribu Desmiphorini, subfamilia Lamiinae. Fue descrita científicamente por Santos-Silva en 2022.

## Descripción
Mide 5,1-7,25 milímetros de longitud.

## Distribución
Se distribuye por Guatemala.